# Saarbergwerke

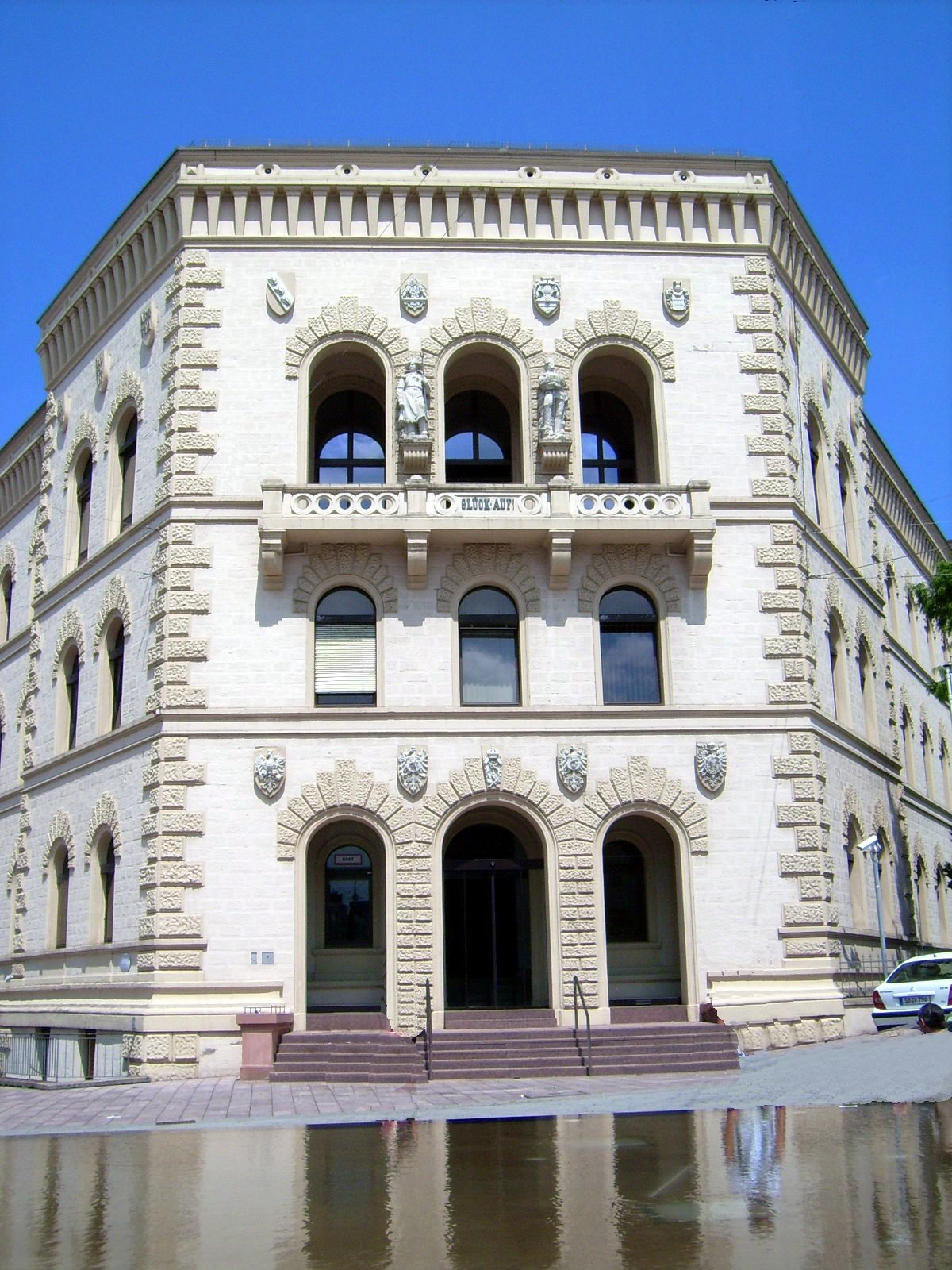
Alte Bergwerksdirektion in Saarbrücken

Die Saarbergwerke AG (kurz: Saarberg) war ein Bergbauunternehmen mit Sitz in Saarbrücken. Neben der Steinkohleförderung im Saarrevier betrieb Saarberg auch die Weiterverarbeitung der geförderten Kohle, indem sie Kraftwerke und Kokereien unterhielt. Das Unternehmen gehört heute als RAG Saarberg GmbH zur Deutsche Steinkohle AG (DSK). Es war bis 1998 eines der wichtigsten deutschen Unternehmen, die zum „Industriellen Bundesvermögen“ gehörte. Ihr Sitz war Saarbrücken.
Rund 3.200 Beschäftigte im Bergwerk Saar sowie dem Regionalstandort Saarbrücken (Servicebereiche Belegschaft, Standort- und Geodienste und Kaufmännische Dienste) inklusive der Zentralwerkstatt Hirschbach in Sulzbach erwirtschafteten 2008 einen Umsatz von rund 300 Mio. Euro. Die rund 1.700 Mitarbeiter, die direkt im Bergwerk Saar arbeiteten, förderten 2010 rund 1,35 Mio. Tonnen Steinkohle. Die Kohleförderung im Saarrevier endete am 30. Juni 2012.

## Vorläufer
Die planmäßige Kohleförderung an der Saar begann 1751 durch Initiative von Fürst Wilhelm Heinrich von Nassau-Saarbrücken. Von Anfang an stand der Saarbergbau unter staatlicher Regie, was ihn vom Bergbau anderer Regionen unterschied. 1769 wurde ein Vorläufer einer Knappschaftskasse eingeführt. 1790 wurden etwa 50.000 Tonnen Steinkohle im Jahr von 270 Bergleuten gefördert. Unter französischer Herrschaft (1793–1814) wurden die Kohlevorkommen erstmals kartographisch erfasst.
1816 übernahm der preußische Staat die Zechen. Um 1850 wurden bereits 600.000 Tonnen pro Jahr gefördert, 1869 3,44 Millionen Tonnen. In technischer Hinsicht übernahmen die Saarkohlegruben häufig eine Vorreiterfunktion, so z. B. 1862 europaweit, als auf der Zeche Von der Heydt erstmals die Seilförderung eingeführt wurde. Anfang des Jahrhunderts wurde ein als Saarabische Bestechung betitelter Korruptionsskandal öffentlich. Der von Bergassessor Dr. Hernecke aufgedeckte und mit verminderter Förderleistung einhergehende Missstand führte 1908 zu einem in Saarbrücken stattfindenden Prozess unter der Leitung des Vorsitzenden Köhler. Der Vorwärts berichtete:

„Massenhafte Bestechungen und Veruntreuungen auf staatlichen Gruben des Saarreviers. Es war als fegte man den Mist aus sechsunddreißig Gruben. Vor der 2. Strafkammer des Landgerichts Saarbrücken nahm heute unter dem Vorsitz des Landgerichtsdirektors Köhler ein Bestechungsprozess seinen Anfang, wie er in solchem Umfange weder nach der Zahl der in Betracht kommenden Personen, noch nach der langen Reihe von Jahren, in denen die Bestechungen systematisch vorgenommen wurden, in Deutschland bisher dagewesen ist.“

Seit 1920 wurden die Kohlegruben durch den französischen Staat verwaltet. Im Abkommen von Rom (1934) wurde der Rückkauf der Gruben durch den deutschen Staat vereinbart. Im Zweiten Weltkrieg wurden zahlreiche russische Zwangsarbeiter und italienische Militärinternierte auf den Zechen eingesetzt.
Im Juli 1945 übergaben die amerikanischen Behörden die Gruben wieder an die französische Bergwerksverwaltung. 1948 folgte die Régie des Mines de la Sarre als Nachfolgerin der liquidierten Saargruben AG. 1949 wurden 16,3 Millionen Tonnen Kohle von 65.000 Bergleuten gefördert. Der Saarstaat war finanziell an den Erträgen der Kohleförderung jedoch nicht beteiligt, was zu zunehmendem Widerstand führte.

## Geschichte
Nachdem im Jahre 1956 der Vertrag von Luxemburg (Saarvertrag) unterzeichnet worden war, erfolgte im September 1957 die Gründung der Saarbergwerke AG. Hauptanteilseigner wurde die Bundesrepublik Deutschland (74 % der Aktien), das Saarland besaß den restlichen Teil. Bereits Ende der 1950er Jahre sorgte die Kohlekrise zu Rationalisierungsmaßnahmen, die sowohl die Organisation im Betrieb als auch die Gesamtkohleförderung betraf. Auch wurden neue Geschäftsfelder gesucht (Diversifikation). Insbesondere der Handel mit Mineralölprodukten war ein florierendes Geschäft. In Klarenthal in Saarbrücken wurde dazu – in Kooperation mit den französischen Partnern – eine eigene Raffinerie gebaut. Die Saarland-Raffinerie wurde 1967 in Betrieb genommen. Doch schon zu Beginn der 1970er Jahre wurde aufgrund der rapiden Verteuerung von Rohölprodukten die Produktion von petrochemischen Erzeugnissen wieder aufgegeben. Darüber hinaus beteiligte sich die Saarbergwerke AG u. a. seit 1963 an der Saar-Gummiwerk GmbH in Büschfeld, seit 1964 im Werkzeugbereich an der Dowidat-Werke Saar GmbH, seit 1966 an der Deminex (Deutsche Mineralöl-Explorationsgesellschaft mbH), erwarb 1965 die Mehrheit der Anteile an der Erdölwerke Frisia AG in Emden und gründete 1963 die Petrocarbona GmbH in Bexbach, die synthetische Schaumerzeugnisse produzierte und vertrieb.
Die Kohlegruben der Saarbergwerke wurden sukzessive zu größeren Bergwerken – sogenannten Verbundbergwerken – zusammengefasst bzw. geschlossen. So entstanden die Verbundbergwerke Göttelborn-Reden, Warndt-Luisenthal sowie Ensdorf. Das vorletzte Bergwerk, das Verbundbergwerk Göttelborn-Reden, wurde zum 1. September 2000 stillgelegt, die Verbundbergwerke Warndt-Luisenthal und Ensdorf zum Bergwerk Saar zusammengefasst. Am 17. Juni 2005 wurde an den Standorten Warndt/Luisenthal die Steinkohlenförderung eingestellt. Seither wurde nur noch am Standort Ensdorf des Bergwerks Saar Kohle gefördert. Die Förderung an der Saar endete am 30. Juni 2012.

## Kennzahlen
|                          | 1957  | 1975  | 2006 | 2010 |
| ------------------------ | ----- | ----- | ---- | ---- |
| Gesamtfördermenge Mio. t | 16,3  | 9,0   | 3,7  | 1,4  |
| Anzahl Förderanlagen     | 18    | 6     | 1    | 1    |
| Anzahl Schächte          | 97    | 52    | 4    | 4    |
| Belegschaft              | 58290 | 16980 | 3908 | 3200 |
| davon unter Tage         | 40630 | 10950 |      | 1680 |

## Saarländische Grubenbetriebe
- Bergwerk Saar, Ensdorf – die letzte Grube des Saarlandes, die bis 30. Juni 2012 in Betrieb war
- Camphausen – der ehemalige Grubenstandort mit angrenzenden Siedlungsbereichen
- Dudweiler – der „Brennende Berg“ und die ehemalige Grube Hirschbach (später Zentralwerkstatt und Arbeitsmedizinisches Zentrum der Regionalverwaltung Saar der RAG-Deutsche Steinkohle)
- Frankenholz – ehemals königlich-bayrische Grube
- Göttelborn – vom ehemaligen Bergwerk zum Zukunftsstandort
- Heinitz und Dechen – zwei ehemalige Großbergwerke im Neunkircher Raum
- Jägersfreude – ehemalige Grube und bergbauliches Umfeld
- König – ehemalige Grube in Neunkirchen; das Fördergerüst steht noch
- Kohlwald – zwischen Schiffweiler und Wiebelskirchen
- Landsweiler-Reden – Heutige Wasserhaltung der RAG DSK an der Saar mit einer täglichen Wasserförderung von ca. 35.000 m³ Wasser aus 886 m Tiefe
- Luisenthal – Grube und bergbauliches Umfeld
- Maybach – ehemalige Grube und denkmalgeschützte Bergarbeitersiedlung
- Neunkirchen – Bauershaus – die ehemalige Schachtanlage Reden-Gegenort (Gegenortschachtanlage)
- Nordfeld – historischer Wanderweg zu den Resten der Grube – der östlichste und früher königlich-bayerische Kohlebetrieb im Saarland
- Rischbach – ehemalige königlich-bayrische Grube, heute Besucherbergwerk
- Velsen – Grubenstandort und bergbauliches Umfeld im Rosseltal
- Viktoria – Grube und weitere Zeugnisse des Bergbaus
- Von der Heydt – ehemalige Grube und denkmalgeschützte Bergarbeitersiedlung
- Warndt

## Unternehmenssitz / Hauptverwaltung
Sitz von Saarberg war über lange Jahre die von 1877 bis 1880 nach Plänen der Architekten Martin Gropius und Heino Schmieden im Stil der Neorenaissance erbaute Bergwerksdirektion Saarbrücken, ehe in den 1970er-Jahren das in unmittelbarer Nähe gelegene, im Volksmund „Blauer Bock“ genannte Verwaltungsgebäude bezogen wurde.

## Weitere Betriebe der Saarbergwerke
Neben der Kohleförderung engagierten sich die Saarbergwerke auch bei der weiteren Verwendung der Saarkohle. So wurden drei Großkraftwerke, teilweise mit mehreren Kraftwerksblöcken, betrieben: Fenne in Völklingen, Weiher in Quierschied und Kraftwerk Bexbach in Bexbach. Teilweise verfügten diese Kraftwerke über direkte Lieferanbindungen (Förderbänder) an die benachbarten Kohlegruben, so dass die Versorgung ohne aufwändige Transporte möglich war. Diese Kraftwerke gehören mittlerweile zur Steag. Auch die ebenfalls zu den Saarbergwerken gehörende Kokerei Fürstenhausen im Völklinger Stadtteil Fürstenhausen wurde mittels eines in einem Tunnel unter der Saar verlaufenden Förderbandes mit Kohle aus dem Bergwerk Luisenthal versorgt.